# Willard (Missouri)
Pour les articles homonymes, voir Willard.
Willard est une ville du comté de Greene, dans le Missouri, aux États-Unis,. Située au centre du comté, elle est incorporée en 1949.

## Démographie
Lors du recensement de 2010, la ville comptait une population de 5 288 habitants. Elle est estimée, en 2016, à 5 430 habitants.

### Source de la traduction
- (en) Cet article est partiellement ou en totalité issu de l’article de Wikipédia en anglais intitulé « Willard, Missouri » (voir la liste des auteurs).